# 649 TCN
649 TCN là một năm trong lịch La Mã.